# All-Ireland Senior Football Championship
All-Ireland Senior Football Championship (pl. Mistrzostwa Ogólno-Irlandzkie w futbolu) – coroczne najważniejsze zawody w futbolu gaelickim, organizowane przez Gaelic Athletic Association (GAA). Rozgrywki odbywają się od maja do września. Finał, zwany All-Ireland Final, odbywa się w Croke Park w Dublinie. Do 2017 roku w trzecią lub czwartą niedzielę września, od tego czasu w 35. niedzielę roku. Zwycięzca otrzymuje Puchar Sama Maguire'a (Corn Shomhairle Mhic Uidhir).
W mistrzostwach biorą udział drużyny 31 z 32 hrabstw w Irlandii. Tylko hrabstwo Kilkenny nie bierze udziału. Irlandczycy na emigracji reprezentowani są przez drużyny z Londynu i Nowego Jorku.

## Zwycięzcy
|    | Hrabstwo  | Liczba tytułów | Lata triumfów |
| -- | --------- | -------------- | --- |
| 1  | Kerry     | 38             | 1903, 1904, 1909, 1913, 1914, 1924, 1926, 1929, 1930, 1931, 1932, 1937, 1939, 1940, 1941, 1946, 1953, 1955, 1959, 1962, 1969, 1970, 1975, 1978, 1979, 1980, 1981, 1984, 1985, 1986, 1997, 2000, 2004, 2006, 2007, 2009, 2014, 2022 |
| 2  | Dublin    | 31             | 1891, 1892, 1894, 1897, 1898, 1899, 1901, 1902, 1906, 1907, 1908, 1921, 1922, 1923, 1942, 1958, 1963, 1974, 1976, 1977, 1983, 1995, 2011, 2013, 2015, 2016, 2017, 2018, 2019, 2020, 2023                                           |
| 3  | Galway    | 9              | 1925, 1934, 1938, 1956, 1964, 1965, 1966, 1998, 2001 |
| 4  | Meath     | 7              | 1949, 1954, 1967, 1987, 1988, 1996, 1999 |
| 4  | Cork      | 7              | 1890, 1911, 1945, 1973, 1989, 1990, 2010 |
| 6  | Down      | 5              | 1960, 1961, 1968, 1991, 1994 |
| 6  | Cavan     | 5              | 1933, 1935, 1947, 1948, 1952 |
| 6  | Wexford   | 5              | 1893, 1915, 1916, 1917, 1918 |
| 9  | Kildare   | 4              | 1905, 1919, 1927, 1928 |
| 9  | Tipperary | 4              | 1889, 1895, 1900, 1920 |
| 9  | Tyrone    | 4              | 2003, 2005, 2008, 2021 |
| 11 | Offaly    | 3              | 1971, 1972, 1982 |
| 11 | Mayo      | 3              | 1936, 1950, 1951 |
| 11 | Louth     | 3              | 1910, 1912, 1957 |
| 15 | Roscommon | 2              | 1943, 1944 |
| 15 | Limerick  | 2              | 1887, 1896 |
| 15 | Donegal   | 2              | 1992, 2012 |
| 15 | Armagh    | 2              | 2002, 2024 |
| 18 | Derry     | 1              | 1993 |